# ويليام س. برايس
ويليام س. برايس (بالإنجليزية: William C. Price)‏ هو قاضي ومحامي أمريكي، ولد في 1816 في مقاطعة روسيل في الولايات المتحدة، وتوفي في 1901.